# Anguilla
Anguilla (IPA: [æŋ'ɡwɪlə]) là một lãnh thổ hải ngoại của Anh trong vùng Caribe, một trong những đảo xa nhất về phía bắc của quần đảo Leeward trong khu vực Antilles nhỏ. Nó bao gồm đảo chính Anguilla, dài khoảng 26 km (16 dặm) và rộng 5 km (3 dặm) tại điểm rộng nhất, cùng với một số đảo và cù lao nhỏ hơn nhiều không có dân định cư. Thủ phủ của đảo là The Valley. Tổng diện tích đất liền của lãnh thổ là 102 km² (39,4 dặm vuông), với dân số khoảng 15.00 (năm 2016).
18°13′14″B 63°4′7″T / 18,22056°B 63,06861°T